# Tumornekrózis-faktor α
A tumor nekrózis faktor alfa (TNFα, kahexin, kahektin) a szisztémás gyulladásos válasz szabályozásában központi szerepet játszó gyulladást serkentő citokin, melyet elsősorban az aktivált falósejtek (makrofágok) termelnek. Hatását a sejtek felszínén található receptorain (TNFR1 és TNFR2) keresztül fejti ki, melyek gyakorlatilag a legtöbb szövetben és sejten megtalálhatóak.
Számos funkcióval rendelkezik az emberi szervezetben, serkenti a gyulladásos folyamatokat, emeli a lázat, apoptózist indukál, gátolja a daganatos és a vírusok által megfertőzött sejtek szaporodását, valamint serkenti az ún. akut fázis reakciót.
Orvosi jelentősége igen nagy, hiszen egyrészt kóros szabályozása vagy termelése feltételezhetően több betegség kialakulásában is szerepet játszik (pl: Alzheimer-kór, tumoros betegségek), másfelől az ellene termelt antitestek (pl. infliximab) gyógyszerként is használatosak, elsősorban autoimmun betegségek kezelésében.

## Szerkezete
A TNFα egy 212 aminosavból álló sejtfelszíni transzmembrán fehérjeként szintetizálódik a sejtekben, és a felszínen stabil homotrimereket képez. Ebből a sejtfelszíni fehérjéből proteolítikus hasítás révén keletkezik az 51 kDa moláris tömegű szolubilis TNFα heterotrimer, mely ezt követően 17 kDa molekulatömegű alegységeire disszociál. Mind a transzmembrán, mind a szolubilis TNFα biológiailag aktív.